# Paraleucobryum
Paraleucobryum là một chi rêu trong họ Dicranaceae.